# San Miguelito (Tungurahua)
San Miguelito ist eine Ortschaft und eine Parroquia rural („ländliches Kirchspiel“) im Kanton Santiago de Píllaro der ecuadorianischen Provinz Tungurahua. Die Parroquia besitzt eine Fläche von 17,94 km². Die Einwohnerzahl lag im Jahr 2010 bei 4979. Die Parroquia wurde am 29. Mai 1861 gegründet.

## Lage
Die Parroquia San Miguelito liegt im Anden-Hochtal von Zentral-Ecuador im Norden der Provinz Tungurahua. San Miguelito liegt auf einer Höhe von 2680 m 3,4 km südlich von Píllaro. Im Westen wird die Parroquia von der Schlucht des Río Patate begrenzt.
Die Parroquia San Miguelito grenzt im Südosten und im Süden an die Parroquia Emilio María Terán, im Südwesten an die Parroquia Izamba (Kanton Ambato), im Nordwesten an Píllaro sowie im Nordosten an die Parroquia Marcos Espinel.